# الضلعة (الجميمة)

تعديل مصدري - تعديل

الضلعة هي إحدى قرى عزلة مساهر مور بمديرية الجميمة التابعة لمحافظة حجة، بلغ تعداد سكانها 205 نسمة حسب تعداد اليمن لعام 2004.